# Quận Đông, Đài Nam

Vị trí tại Đài Nam

Quận Đông (tiếng Trung: 東區; bính âm: Dōng Qū, Hán Việt: Đông khu) là một khu (quận) của thành phố Đài Nam, Trung Hoa Dân Quốc (Đài Loan). Đây là một trong những quận trung tâm của thành phố. Quận Đông có diện tích 12,7221 km², dân số vào tháng 8 năm 2011 là 193.871 người thuộc 71.315 hộ gia đình, mật độ cư trú đạt 15238,9 người/km².